# Stanisław Kawulok
Stanisław Hubert Kawulok, né le 2 novembre 1953 à Istebna, est un coureur polonais du combiné nordique.

## Carrière
En 1973, il obtient son premier résultat significatif avec une médaille d'argent en individuel aux Championnats du monde junior.
Il a participé deux fois aux Jeux olympiques. À Innsbruck en 1976, il n’a pas terminé la course et à Lake Placid en 1980, il a pris la 26e place.
Aux Championnats du monde de 1974, à Falun, il arrive quatorzième et à Lahti en 1978, douzième.
En 1981, il remporte le célèbre concours des Jeux du ski de Suède à Falun et reste le seul vainqueur polonais. Entre 1975 et 1983, il remporte six médailles lors des Spartakiades militaires de l'amitié, dont deux d'or (en 1977 et 1979). Il est également champion d'Europe junior en 1973. Il se classe troisième du Festival de ski d'Holmenkollen en 1975. En 1984, il termine sa carrière sportive avec l'adoption du nouveau style libre en ski de fond.
Il a remporté 10 titres de Champion de Pologne (le record) : 
- combiné nordique - 1974, 1975, 1976, 1978, 1979, 1981, 1982, 1983 et 1984
- course de relais 4 x 10 km - 1983[1]

Il a été vice-champion à trois reprises : 
- combiné nordique - 1977
- saut à ski (tremplin normal) - 1978 et 1979

Il a représenté les clubs ROW Rybnik et Olimpia Goleszów.

## Bilan en Coupe du monde
- Il prend part à l'édition inaugurale en 1984, obtenant au mieux une onzième place à Schonach. Il se classe 26e du classement général.